# Richard Angelo
Richard Angelo (nacido el 26 de agosto de 1962 en Long Island, Nueva York) fue un enfermero en el Good Samaritan Hospital en Long Island, conocido como el Ángel de la Muerte (en inglés: Angel of Death) por ponerle inyecciones letales a muchos de sus pacientes.

## Comienzos
En 1980 Richard Angelo se graduó de la escuela y de ser scout, firmó para ser voluntario de bomberos, y después en mayo de 1985 se graduó como enfermero, trabajo en dos hospitales antes de llegar al Good Samaritan Hospital, trabajó como enfermero en el Nassau County Medical Center en East Meadow y un año después en el Brunswick Hospital en Amityville. Fue conocido por dedicar la vida a sus pacientes y al hospital en la zona de emergencias y cuidados intensivos. los profesores lo catalogaban como un estudiante decente que llegaba a tener buenas notas, los médicos le llegaban a dejar los pacientes más críticos para que el los atendiera.
Angelo fue voluntario de los bomberos tan pronto como tuvo la edad, los vecinos admiraban su coraje, siempre estaba dispuesto a ayudar a las personas de su comunidad.

### Comienzos de los Asesinatos
Angelo le suministraba una inyección con dosis letales a los pacientes del Good Samaritan Hospital, llevando a los pacientes a un estado cercano a la muerte. Incluso llegó a asesinar a pacientes previamente salvados por el anteriormente. En septiembre de 1987 estabilizó a un paciente de un estado crítico y posteriormente en la noche le suministro la inyección letal.

## Confesión y arresto
En 1987 un caso de un paciente llamó la atención de los médicos, un paciente extranjero llamado Gerolamo Kucih de 75 años, cayó en estado crítico durante el turno de Richard Angelo; a Kucih se le practicaron exámenes y se encontró Pavulon y Anectina en su organismo, fármacos que producen parálisis muscular y pueden llegar a producir un paro cardiaco. Después de este caso las autoridades arrestaron a Richard Angelo quien confesó rápidamente y a quien le encontraron los fármacos en su casa.
En los turnos de Angelo, este llegó a tener 37 códigos azules de los cuales dejó morir aproximadamente a 26.

### Condena
El jurado condenó a Angelo con dos cargos de asesinato en segundo grado, un cargo de homicidio en segundo grado, un cargo de homicidio por negligencia criminal y seis cargos de asalto. Fue condenado a 61 años a cadena perpetua.